# Luke Watson
Pour les articles homonymes, voir Watson.
Pas d'image ? Cliquez ici

a Compétitions nationales et continentales officielles uniquement.

b Matchs officiels uniquement.
Dernière mise à jour le 29 novembre 2018.
Luke Asher Watson, né le 26 octobre 1983 à Port Elizabeth en Afrique du Sud, est un joueur de rugby à XV sud-africain qui évolue comme troisième ligne aile. Après avoir effectué sept saisons en Afrique du Sud successivement au sein de l'Eastern Province, des Natal Sharks  et de la Western Province, il rejoint le club anglais de Bath en 2009.

## Biographie
Il est le fils de Daniel Watson, joueur emblématique en Afrique du Sud, pour avoir refusé une sélection chez les Springboks, manifestant ainsi son opposition au régime de l'apartheid. Son père, communiste, joue avec les joueurs noirs de l'Eastern Province et soutient l'ANC.
Cette filiation crée une polémique en Afrique du Sud en 2007. Jamais retenu dans le squad des Springboks par Jake White malgré de bonnes performances, il est imposé par la Fédération sud-africaine. Beaucoup voient dans cette sélection un but politique : celui de casser l'image d'une équipe des Springboks accusée de véhiculer les valeurs traditionalistes du temps de l'apartheid notamment en privilégiant les joueurs blancs, et en étant fermée aux joueurs noirs. L'éviction de Géo Cronjé du squad Springbok en 2003 à la suite de prétendus propos racistes qu'il aurait tenu envers un coéquipier noir, a montré qu'il existait de nombreuses tensions à ce sujet en Afrique du Sud. Le refus de Jake White peut être interprété comme une justification de cette politique ségrégationniste. Cependant, on peut objecter le fait que le sélectionneur sud africain fait appel à maintes reprises à de nombreux joueurs noirs ou métis tels que Bryan Habana, Eddie Andrews, Kabamba Floors, Lawrence Sephaka ou Akona Ndungane. 
De plus, certains arguments purement sportifs peuvent justifier la non-sélection de Luke Watson : le nombre important de concurrents à ce poste, son gabarit relativement modeste en regard des standards sud-africains à ce poste, sa taille ne lui permettant pas de disputer les touches, ainsi que le fait que sa sélection intervient un peu tard pour qu'il puisse s'intégrer à un groupe rôdé depuis quelques années pour disputer la Coupe du Monde. Il obtient tout de même sa première sélection le 9 juin 2007 lors du match amical contre l'équipe des Samoa avant d'être écarté sur blessure. Il n'est pas retenu dans le squad pour la Coupe du monde 2007.

## Carrière

### En province
En championnat des provinces, il porte d'abord les couleurs de l'Eastern Province puis des Natal Sharks avant de passer quatre saisons au sein de l'effectif de la Western Province. En Super 12, il débute avec les Sharks lors de la saison 2003. Puis il rejoint les Stormers en 2005 consécutivement à son transfert avers la Western Province. Il devient le capitaine de la franchise sud-africaine. Il s'expatrie en Angleterre et s'engage avec Bath en 2009.
- 2002-2003 : Eastern Province (Currie Cup)
- 2003-2005 : Natal Sharks (Currie Cup) / Sharks (Super 12)
- 2005-2009 : Western Province (Currie Cup) / Stormers (Super 14)
- 2009-2011 : Bath
- 2011-2015 : Eastern Province Kings
- 2013 : Southern Kings

### En équipe nationale
- 10 sélections avec l'équipe d'Afrique du Sud
- Sélections par année : 1 en 2007, 9 en 2008
- Tri-nations disputés : 2008

## Palmarès
- Finaliste de la Currie Cup en 2003